# Château Finlarig
Le château Finlarig est un château du début du XVIIe siècle construit sur une colline surplombant le loch Tay, près d'un kilomètre au nord de Killin en Écosse. Il est aujourd'hui réduit à quelques ruines dangereuses.

## Histoire et description
Le site, des terres relevant du clan Menzies (en), était occupé dès le XIe siècle par un château, 
L'édifice encore visible a été construit entre 1621 et 1629 par Duncan Campbell de Glenorchy (en), dit Black Duncan. C'est une maison-tour en forme de L ou de Z, autrefois protégée par une enceinte extérieure (dont il ne reste aucune trace. C'était l'une des nombreuses forteresses érigées à Argyll et dans le Perthshire par les Campbell de Breadalbane, une branche du clan Campbell. 
Le passage de Rob Roy MacGregor y est attesté en 1713.
La seule entrée subsistante, sur le mur sud, porte le blason et les initiales du roi Jacques VI et de son épouse Anne ; la date de 1609 ou 1629 y est inscrite. Près du mur nord du château se trouve une fosse bordée de pierres utilisée pour décapiter les prisonniers de sang noble — selon la légende, car ce n'est sans doute qu'une citerne d'eau. 
À l'est subsistent les vestiges du mausolée de Breadalbane, une fausse chapelle Tudor érigée en 1829 sur le site d'une ancienne chapelle et d'un lieu de sépulture fondés en 1523 par un ancêtre des comtes de Breadalbane, Sir Colin Campbell. Black Duncan y aurait été inhumé, en 1631.Laissé à l'abandon pendant de nombreuses années, ce bâtiment en briques s'est presque complètement effondré. Deux tombes plus récentes marquent les sépultures des derniers propriétaires du clan, Sir Gavin Campbell, 17e laird de Glenorchy, mort en 1922 et de sa femme Alma Graham, morte dix ans plus tard.